# TT54
TT54 (Theban Tomb 54) è la sigla che identifica una delle Tombe dei Nobili ubicate nell’area della cosiddetta Necropoli Tebana, sulla sponda occidentale del Nilo dinanzi alla città di Luxor, in Egitto. Destinata a sepolture di nobili e funzionari connessi alle case regnanti, specie del Nuovo Regno, l'area venne sfruttata, come necropoli, fin dall'Antico Regno e, successivamente, sino al periodo Saitico (con la XXVI dinastia) e Tolemaico.

## Titolare
TT54 Era la tomba di:
| Titolare                   | Titolo                                                     | Necropoli           | Dinastia/Periodo                                                 | Note                                                                                 |
| -------------------------- | ---------------------------------------------------------- | ------------------- | ---------------------------------------------------------------- | ------------------------------------------------------------------------------------ |
| Huy, poi usurpata da Kenro | Scultore del tempio di Amon / Capo dei magazzini di Khonsu | Sheikh Abd el-Qurna | XVIII dinastia (Thutmosi IV) - (Amenhotep III)(?) / XIX dinastia | ai piedi della collina, a ovest della TT55; a est, e più in basso, delle TT83 e TT46 |

## Biografia
Taenheruensi fu la moglie di Huy, scultore del tempio di Amon durante la XVIII dinastia e titolare originario della TT54, Khonsuy fu suo figlio; Tarenenu, responsabile dell'harem di Amon, fu invece la moglie di Kenro, Capo dei magazzini di Khonsu, che usurpò la tomba durante la XIX dinastia

## La tomba
Un breve corridoio dà accesso a una sala di forma quadrata da cui un secondo breve corridoio, sulle cui pareti sono rappresentati da un lato Huy e dall'altro Kenro in atto di adorazione di Ra, consente l'accesso a una sala trasversale di piccole dimensioni.
In una scena alcuni uomini trainano il sarcofago su una slitta alla presenza di Anubi e di donne e uomini in lutto. Tra i dipinti, molto danneggiati, una barca per il pellegrinaggio ad Abido. Su una stele, scene di offertorio di Huy in compagnia della moglie Taenheruensi e del figlio Khonsuy con sua moglie.
In un'altra scena, Kenro, usurpatore della tomba, nelle vesti di prete "sem" offre libagioni a Huy e a sua moglie. Si ritiene che tale scena sia in qualche modo una forma di ossequio e rispetto dell'usurpatore nei confronti del titolare. In un'altra scena, Kenro e sua moglie in offertorio alla dea Hathor in forma di vacca; poco più oltre, Kenro e la sua famiglia offrono incenso e libagioni ad Amenhotep I e alla di lui madre Ahmose Nefertari e Kenro in offertorio a Osiride. Sul fondo una nicchia ospita la rappresentazione di una dea, mentre Kenro e la moglie Tarenenu bevono, a sinistra, e si prostrano alla dea, a destra.

### Annotazioni
1. ↑  La prima numerazione delle tombe, dalla numero 1 alla 253, risale al 1913 con l’edizione del "Topographical Catalogue of the Private Tombs of Thebes" di Alan Gardiner e Arthur Weigall. Le tombe erano numerate in ordine di scoperta e non geografico; ugualmente in ordine cronologico di scoperta sono le tombe dalla 253 in poi.
2. ↑  I campi della Duat, ovvero l'aldilà egizio, si trovavano, secondo le credenze, proprio sulla riva occidentale del grande fiume.
3. ↑  Nella sua epoca di utilizzo, l'area era nota come "Quella di fronte al suo Signore" (con riferimento alla riva orientale, dove si trovavano le strutture dei Palazzi di residenza dei re e i templi dei principali dei) o, più semplicemente, "Occidente di Tebe".
4. ↑  le Tombe dei Nobili, benché raggruppate in un'unica area, sono di fatto distribuite su più necropoli distinte.
5. ↑  Le note, sovente di inquadramento topografico della tomba, sono tratte dal "Topographical Catalogue" di Gardiner e Weigall, ed. 1913 e fanno perciò riferimento alla situazione dell'epoca.
6. ↑  Il "sem" era il prete, o l'erede, cui competeva la cerimonia di apertura della bocca per consentire al defunto di vivere pienamente della Duat.

### Fonti
1. ↑  Gardiner e Weigall 1913.
2. ↑  Donadoni 1999,  p. 115.
3. ↑  Gardiner e Weigall 1913, pp. 20-21.
4. 1 2  Porter e Moss 1927,  p. 104.
5. ↑  Porter e Moss 1927,  pp. 104-105.
6. ↑  Porter e Moss 1927,  p. 105.